# 小田原大海嘯
小田原大海嘯（おだわらだいかいしょう）は、1902年9月28日に、相模湾西岸一帯で発生した高潮。当時の神奈川県足柄下郡小田原町（現：神奈川県小田原市）を中心に死者、家屋の損壊等の大きな被害をもたらした。

## 経過
当日は日曜日であった。折から台風（後に足尾台風と呼ばれる）が通過し、4時頃より降雨に風が加わり、7時頃から風雨が激しくなった。10時頃から平穏になってきたが、11時頃、満潮時を迎えたとき、海岸より大波が約2時間にわたり堤防を越え、海水が市街地に侵入してきた。波高は小田原、早川付近で約6メートルあったとされる。
なお、本件は高潮によるものであるが、「海嘯」という語が津波にも用いられることからか、文献や資料によっては本件について津波との記述が見られる。しかし本件は地震に起因としたものではなく、津波と解するのは正確ではない。

## 被害
- 被災地は当時の小田原町を中心に大磯町から土肥村（現：湯河原町）にかけての神奈川県西部沿岸地域にわたった。
- 小田原町では死者11人、負傷者184人、家屋の被害（当時の総戸数3497戸中）は流失293戸、全壊144戸、半壊69戸、床上浸水300戸、床下浸水700戸を記録した[3]。
- この海嘯により、国府津に存在した大鳥圭介（枢密顧問官などを歴任）の別荘が崩壊した。

## その後の災害対策
当時の小田原地方の海岸は以前にも度々海嘯の被害に遭っていたことから、防波堤が十分に整備されていなかったことが指摘され、この海嘯を契機に、防波堤の築造が俄に小田原町政の重要課題として採り上げられることとなった。町は同年10月に海岸防波堤築造委員会を組織し、10月20日、神奈川県知事宛に防波堤築造の請願書を出した。その後も請願を続けた結果、県補助金と地元負担により築造が開始され、1905年4月に延長約2,150メートルの海岸防波堤が完成した。